# Simulium litoreum
Simulium litoreum är en tvåvingeart som beskrevs av Datta 1975. Simulium litoreum ingår i släktet Simulium och familjen knott. Inga underarter finns listade i Catalogue of Life.